# Paralomis pectinata
Paralomis pectinata is een tienpotigensoort uit de familie van de Lithodidae. De wetenschappelijke naam van de soort is voor het eerst geldig gepubliceerd in 1988 door Macpherson.